# Sajat-Nova
Sajat-Nova (armeniska: Սայաթ-Նովա; georgiska: საიათ-ნოვა), född 14 juni 1712, död 22 september 1795, eller "Kungen av sånger", är den armeniske musikern Harutiun Sajatian. Han föddes förmodligen i Sanahin och växte upp i en by nära Tbilisi i Georgien. Han var poet och sjöng och spelade på sin kamanjeh. Sajat-Nova uppträdde vid hovet hos Erekle II (Herakleios II) av Georgien där han arbetade som diplomat och hjälpte till att skapa en allians mellan Georgien, Armenien och Sjirvan mot det persiska riket. Han förlorade sin plats vid hovet när han förälskade sin i kungens dotter och tillbringade resten av sitt liv som en omkringresande bard. Han dödades i Haghpat av Agha Mohammed Khans armé.
Ungefär 220 sånger kan härledas till Sajat-Nova, men han kan ha skrivit flera tusen. Dessa sånger sjungs än idag och är främst skrivna på armeniska men också på persiska, georgiska och azerbajdzjanska. Han kunde också arabiska.

## Eftermäle
Nedslagskratern Sayat-Nova på planeten Merkurius är uppkallad efter honom.